# Menno Helmus
Menno Helmus (Haarlem, 10 april 1962) is een Nederlands voorganger en leider van Vineyardbeweging in de Benelux. Voorheen was hij tv-presentator bij de Evangelische Omroep.

## Levensloop
Helmus groeide op binnen de Gereformeerde Kerken in Nederland en maakte in zijn puberteit een bewuste keuze voor het christelijk geloof, vooral als gevolg van zijn kennismaking met de activiteiten van de jongerenorganisatie Youth for Christ. Via kennissen kwam hij vervolgens in aanraking met de evangelische beweging. Later werd hij voorganger van de Vineyard-gemeenten in Wageningen en Amersfoort. Sinds oktober 2016 is Helmus samen met zijn vrouw voorzitter van de Vineyard Benelux.
Helmus begon zijn studie aan het Rotterdams conservatorium en rondde die na acht jaar af voor de hoofdvakken klassiek gitaar en compositie. Tijdens zijn studie gaf hij muziekles op een Bijbelschool. In 1992 kwam Helmus te werken voor de Evangelische Omroep als eindredacteur op de afdeling Verkondigende Programma's. Hij groeide door als presentator van de programma's Live-Lijn, Omega en Helpdesk Live. Samen met Marion Lutke maakte hij het tv-programma Man/Vrouw. Ook gaf hij leiding aan projectgroep die de invoer van digitale tv-productie bij de EO verzorgde.
Verder is Helmus actief binnen de ChristenUnie. Hij was voorzitter van de Werkgroep Evangelischen. Bij de Tweede Kamerverkiezingen van 2010 stond hij op de kandidatenlijst op de (onverkiesbare) plaats 27. Ook was hij ruim een jaar voorlichter van de Tweede Kamerfractie van de partij.

## Persoonlijk
Samen met zijn vrouw Marian heeft hij vier kinderen.